# 馬齊伊夫卡
50°39′21″N 32°26′47″E / 50.65583°N 32.44639°E
馬齊伊夫卡（烏克蘭語：Маціївка），是烏克蘭的村落，位於該國北部切爾尼戈夫州，由普里盧基區負責管轄，始建於1600年，面積1.53平方公里，海拔高度135米，2001年人口163，人口密度每平方公里106.8人。